# Пале-Прача
Община Пале-Прача (босн. и хорв. Opština Pale-Prača, серб. Општина Пале-Прача) — боснийская община, расположенная в Боснийско-Подринском кантоне Федерации Боснии и Герцеговины. Административным центром является Прача.

## Население
По предварительным данным переписи в конце 2013 года население общины составляло 1 043 человека.